# Hannah Ley

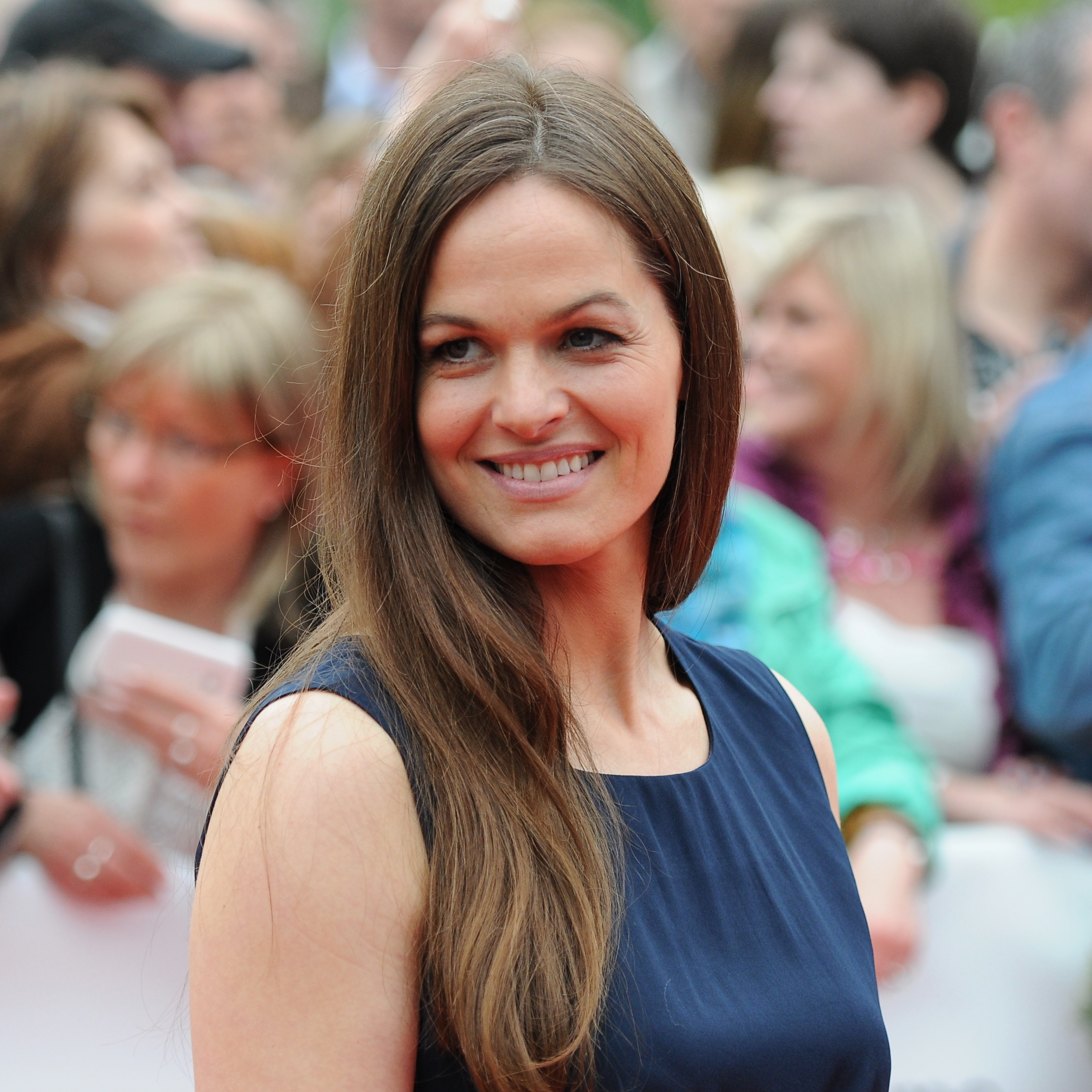
Hannah Ley bei der Verleihung des Grimme-Preises 2014

Hannah Ley, geb. Schröder (* 1970 in Tübingen) ist eine deutsche Autorin und Schauspielerin.

## Leben und Karriere
Hannah Ley hat an der Hochschule des Saarlandes für Musik und Theater Schauspiel studiert. Danach folgten Engagements an Theatern in Berlin, Düsseldorf, Essen, Kassel und Bern, sowie in zahlreichen Filmen. Neben ihrer Schauspielkarriere ist sie seit 2005 als freie Autorin tätig. U. a. schreibt sie gemeinsam mit ihrem Mann Raymond Ley.

## Filmografie (Auswahl)

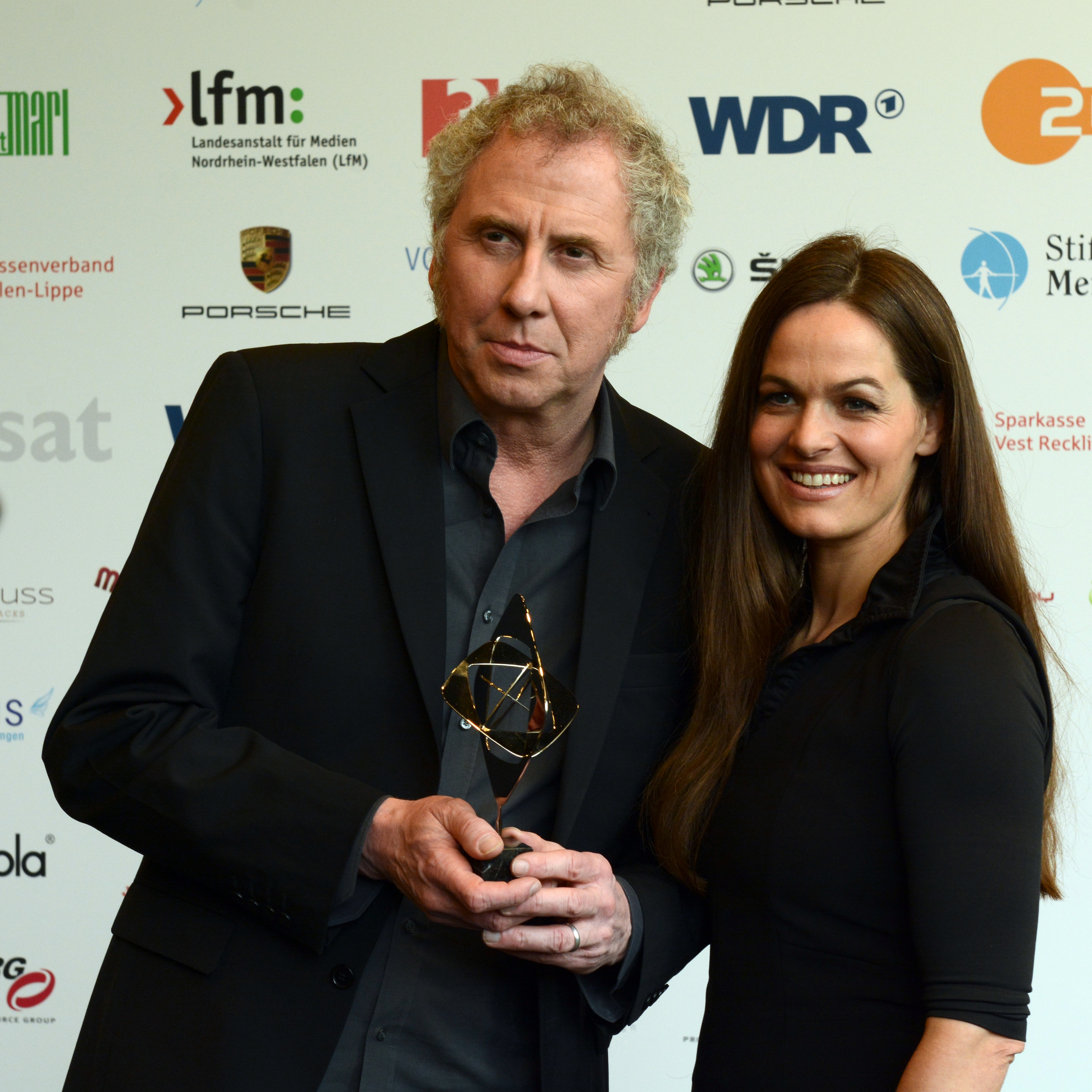
Hannah und Raymond Ley bei der Verleihung des Grimme-Preises 2014

### Dramaturgische Beraterin und Autorin
- 2006: Die Nacht der großen Flut
- 2008: Eschede Zug 884
- 2010: Eichmanns Ende – Liebe, Verrat, Tod

### Drehbuchautorin
- 2010: Die Kinder von Blankenese
- 2013: Eine mörderische Entscheidung
- 2014: Meine Tochter Anne Frank
- 2016: Letzte Ausfahrt Gera – Acht Stunden mit Beate Zschäpe
- 2017: Tod einer Kadettin
- 2020: Schuss in der Nacht – Die Ermordung Walter Lübckes (TV-Dokudrama)
- 2021: Der große Fake – Die Wirecard-Story (TV-Dokudrama)
- 2022: Nazijäger – Reise in die Finsternis (TV-Dokudrama)
- 2023: Ich bin! Margot Friedländer (TV-Dokudrama)

### Schauspielerin
- 1994: 1995
- 1994: Die Gerichtsreporterin
- 1995: Don’t Marry, Be Happy
- 1996: Die Geliebte
- 1998: Wilsberg
- 1998: Die Probe
- 2001: Alpha Team
- 2002: Das beste Stück
- 2003: SOKO Leipzig
- 2003: Brauner Bär
- 2003: Verirrte Eskimos
- 2003: Central Hotel Eden
- 2004: Justizirrtum! – Mord beim Ave Maria
- 2004: Typisch Sophie!
- 2004–2005: Kanzleramt
- 2005: Giganten: Albert Einstein
- 2005: SOKO Wismar – Jagdfieber
- 2005: Die Nacht der großen Flut
- 2006: GSG 9 – Die Eliteeinheit
- 2006: Ich kämpfe um uns
- 2006: Im Namen des Gesetzes
- 2006: Mein Freund Albert
- 2007: Eschede Zug 884
- 2007: R.I.S. – die Sprache der Toten
- 2007, 2022: SOKO Leipzig
- 2008–2009: Doctor’s Diary
- 2009: Ein Fall für Zwei
- 2010: Die Kinder von Blankenese
- 2011/2012: Ich bin nicht mutig (Kurzfilm)
- 2012: Die Reichsgründung
- 2012: Die nervöse Großmacht
- 2014: Meine Tochter Anne Frank (als Hannah Schröder)
- 2016: Letzte Ausfahrt Gera – Acht Stunden mit Beate Zschäpe
- 2016: Tatort – Borowski und das verlorene Mädchen
- 2017: In aller Freundschaft – Die jungen Ärzte (Fernsehserie, Folge Alles wird gut)
- 2017: Tod einer Kadettin
- 2018: 303
- 2018: Die ALDI-Brüder (ARD)
- 2020: Schuss in der Nacht – Die Ermordung Walter Lübckes (TV-Dokudrama)
- 2021: Morden im Norden (Fernsehserie, Folge Rosenkrieg)
- 2023: SOKO Wismar (Fernsehserie, Folge Tiefe Wasser)

## Theater
Von 1995 bis 1999 spielte Ley am Staatstheater Kassel und zwischen 1999 und 2005 am Schauspiel Essen. Zahlreiche Engagements in anderen Spielstätten, z. B. 2009 am Berliner Hebbel am Ufer, kamen später hinzu.

## Auszeichnungen
- 2006: Deutscher Fernsehpreis für Die Nacht der großen Flut
- 2011: Grand Remi Award für Die Kinder von Blankenese (Houston)
- 2012: Gold World Medal für Die Kinder von Blankenese New York Filmfestival (USA)
- 2014: Grimme-Preis Drehbuch für Eine mörderische Entscheidung zusammen mit Raymond Ley[1]
- 2024: Robert-Geisendörfer-Preis für Ich bin! Margot Friedländer zusammen mit Raymond Ley[2]
- 2024: 3satPublikumspreis 2024 für Ich bin! Margot Friedländer[3]
- 2024: Blauer Panther in der Kategorie Kultur/Bildung für Ich bin! Margot Friedländer zusammen mit Raymond Ley[4]
- 2024: Deutscher Fernsehpreis für Bester Fernsehfilm / Mehrteiler für Ich bin! Margot Friedländer[5]